# Прунару (Мехедінць)
Прунару (рум. Prunaru) — село у повіті Мехедінць в Румунії. Входить до складу комуни Прунішор.
Село розташоване на відстані 255 км на захід від Бухареста, 17 км на схід від Дробета-Турну-Северина, 80 км на північний захід від Крайови.

## Населення
За даними перепису населення 2002 року у селі проживали 113 осіб, усі — румуни. Усі жителі села рідною мовою назвали румунську.